# Big Rapids
Big Rapids är en stad i Mecosta County i delstaten Michigan, USA. Vid folkräkningen år 2010 var folkmängden 10 601. Big Rapids är administrativ huvudort (county seat) i Mecosta County.
Staden är belägen centralt i den södra delen av Michigan, den så kallade "nedre halvön". Närmaste större stad är Grand Rapids. Genom staden går floden Muskegon.
I staden ligger Ferris State University, ett universitet som 2005 hade 12 547 inskrivna studenter. Staden har även ett sjukhus som är huvudsjukhus för Mecosta County.